# Ле-Кротуа
Ле Кротуа (фр. Le Crotoy) — коммуна на севере Франции.

### География
Ле-Кротуа расположен на перекрестке автотрасс D143 и D71, на восточной стороне бухты Соммы (Бэ-де-Сомма), примерно в 10 милях (16 км) к северо-западу от Абвиля.
Сегодня город — приморский курорт, одним из главных его достоинств которого является пляж. Он также находится недалеко от парк Маркентерра (фр.), области с множеством озёр, болот и средой обитания для флоры и фауны. Пляж необычен для северных французских пляжей тем, что обращен на юг. Что касается дикой природы, в заливе обитает популяция тюленей и бакланов.

### История
Изабелла Французская, королева Англии, и её сын (позже Эдуард III) отправились из Кротуа в Голландию, а затем в Англию в 1326 году, чтобы свергнуть своего мужа и отца — Эдуарда II. Во время Столетней войны город поочередно находился под контролем Англии и Франции. Эдуард III останавливался в Кротуа и в 1340 году построил очень важную крепость. Осажденный англичанами, Кротуа, последняя французский оплот в заливе Соммы, сдался 1 марта 1424 года. После битвы при Вернёе Жан II, герцог Алансонский провёл в плену три года. Жанна д’Арк была заключена там в тюрьму, прежде чем её отправили в Руан для суда. В те времена Кротуа был резиденцией губернатора и гарнизона. Жак д’Аркур был самым известным губернатором: он смело и мужественно защищал Кротуа от англо-бургундских армий. Одноимённая улица отдает ему дань уважения в центре города.
Во время религиозных войн Кротуа встал на сторону Анри де Наварра. Указом 1594 года Генрих IV освободил Кротуа от налогов. Он останавливался в городе 18 апреля 1596 года.
В 1674 году по условиям Договора в Экс-ла-Шапель замок Кротуа был разрушен.
Ле-Кротуа был также известен в начале XX века как место летной школы братьев Кодрон.

### Личности
Ле-Кротуа длительное время посещали некоторые известные деятели французской истории: Жанна д’Арк (которая была там заключена), Жюль Верн (который здесь написал «20 000 лье под водой»), парфюмер Guerlain (который создал особые оттенки синего, пурпурного, фиолетового, которые покрывают залив у его колодца — известный парфюм «L’Heure Bleue»). Ле-Кротуа очаровал нескольких художников, таких как Тулуз-Лотрек, Поль Синьяк, Пьер Риш и писательница Колетт.

## Развлечения
В деревне есть множество ресторанов, она хорошо оборудована магазинами и заправочной станцией. Также возможно размещение в отеле типа «постель и завтрак».
Ле-Кротуа является одной из конечных точек узкоколейки «Chemin de Fer de la Baie de Somme» (железная дорога залива Соммы), которая в настоящее время в значительной степени является туристической достопримечательностью. Эта железная дорога, проходящая по всему заливу, соединяет Ле-Кротуа с Нуаель-сюр-Мер, Сен-Валери-сюр-Сом, Кайе-сюр-Мер, и песками на Брайтон-Плаж.
Поезда по главной линии до Парижа занимают около 2 часов и стоят около 48 евро в обе стороны для взрослого. Они идут от ближайшей (15 минут на машине) станции Нуаель-сюр-Мер, которая также является станцией на узкоколейной железной дороге «Chemin de Fer de la Baie de Somme».
В заливе реки Сомма есть интересные приливы, которые бывают быстрыми и имеют высокие подъёмы и падения. Во время отлива можно пройти по песчаным и грязевым равнинам от Ле-Кротуа до Сен-Валери-сюр-Сомм. Необходимо проявлять осторожность, поскольку приливы наступают очень быстро.

## Население
| Год  | Численность | Численность |
| ---- | ----------- | ----------- |
| 1793 | 924         |             |
| 1800 | 887         |             |
| 1806 | 1196        |             |
| 1821 | 961         |             |
| 1831 | 1152        |             |
| 1836 | 1248        |             |
| 1841 | 1211        |             |
| 1846 | 1171        |             |
| 1851 | 1176        |             |
| 1856 | 1216        |             |
| 1861 | 1411        |             |
| 1866 | 1509        |             |
| 1872 | 1567        |             |
| 1876 | 1585        |             |
| 1881 | 1761        |             |
| 1886 | 1962        |             |
| 1891 | 2041        |             |
| 1896 | 2262        |             |
| 1901 | 2342        |             |
| 1906 | 2562        |             |
| 1911 | 2556        |             |
| 1921 | 2724        |             |
| 1926 | 2654        |             |
| 1931 | 2547        |             |
| 1936 | 2894        |             |
| 1946 | 2719        |             |
| 1954 | 2726        |             |
| 1962 | 2481        |             |
| 1968 | 2412        |             |
| 1975 | 2429        |             |
| 1982 | 2347        |             |
| 1990 | 2440        |             |
| 1999 | 2439        |             |
| 2007 | 2314        |             |
| 2008 | 2320        |             |
| 2012 | 2138        |             |
| 2013 | 2165        |             |
| 2015 | 2077        | [ 7 ]       |
| 2016 | 2080        | [ 8 ]       |
| 2017 | 2012        | [ 9 ]       |
| 2018 | 2002        | [ 10 ]      |
| 2019 | 1989        | [ 11 ]      |
| 2020 | 1979        | [ 12 ]      |
| 2021 | 1972        | [ 13 ]      |
| 2022 | 1965        | [ 5 ]       |

С 1962 года: нет двойного счета — жители нескольких коммун (например, студенты и военнослужащие) учитываются только один раз.